# Nomascus concolor
El gibón de cresta negra (Nomascus concolor) es una especie de primate hominoideo de la familia Hylobatidae endémica del Sudeste asiático.

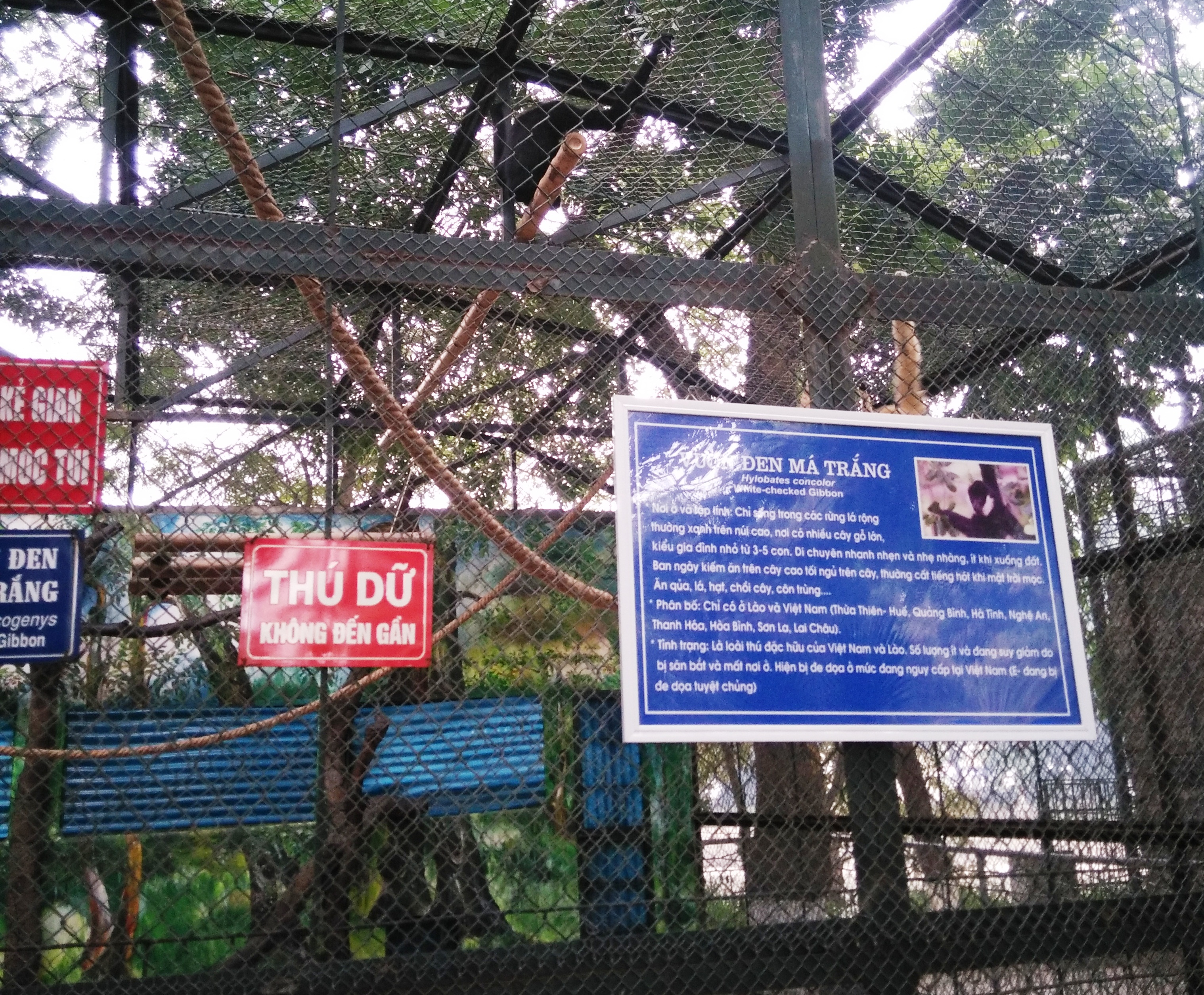
Señal del zoológico de Vietnam.

## Subespecies
Se reconocen las siguientes subespecies:
- Nomascus concolor concolor
- Nomascus concolor furvogaster
- Nomascus concolor lu
- Nomascus concolor jingdongensis